# Love or Justice
Love or Justice è un film muto del 1917 diretto da Walter Edwards sotto la supervisione di Thomas H. Ince.

## Trama
Giovane e promettente assistente legale, Jack Dunn si lascia fuorviare dalla droga. Perde il lavoro, rovinandosi la carriera di avvocato. Finisce in una baraccopoli dove incontra Nan Bishop, una ragazza che vive ai margini della società. L'influenza della giovane su di lui lo porta a liberarsi della sua dipendenza, facendolo tornare alla professione di avvocato. Anni dopo, i due si rivedono in un'aula di tribunale: Nan è stata accusata di omicidio e, se pur innocente, si autoaccusa del delitto quando viene a sapere che Dunn, responsabile dell'accusa, mette in gioco la sua carriera con quella causa. All'ultimo momento, però, si scopre il vero assassino e Nan, dichiarata innocente, accetta la proposta di matrimonio di Dunn.

## Produzione
Il film fu prodotto con il titolo di lavorazione The Woman of It dalla Kay-Bee Pictures e dalla New York Motion Picture.

## Distribuzione
Distribuito dalla Triangle Distributing, il film uscì nelle sale cinematografiche degli Stati Uniti il 10 giugno 1917. In Danimarca, fu distribuito il 18 giugno 1923 con il titolo I Storbyens Net.
Non si conoscono copie ancora esistenti della pellicola che viene considerata presumibilmente perduta.